# レオン・S・ケネディ
レオン・スコット・ケネディ (Leon Scott Kennedy) は、カプコンのゲーム『バイオハザード』シリーズに登場する主人公の1人である。
| 『バイオハザード2』                                  | （以降、『2』）     |
| 『バイオハザード RE:2』                              | （以降、『RE:2』）  |
| 『バイオハザード4』                                  | （以降、『4』）     |
| 『バイオハザード RE:4』                              | （以降、『RE:4』）  |
| 『バイオハザード6』                                  | （以降、『6』）     |
| 『バイオハザード ダークサイド・クロニクルズ』        | （以降、『DC』）    |
| 『バイオハザード オペレーション・ラクーンシティ』    | （以降、『ORC』）   |
| 『BIOHAZARD GAIDEN』                                 | （以降、『GAIDEN』) |
| 『バイオハザード ディジェネレーション』              | （以降、『DG』）    |
| 『バイオハザード ダムネーション』                    | （以降、『DM』）    |
| 『バイオハザード: ヴェンデッタ』                     | （以降、『VD』）    |
| 『バイオハザード: インフィニット ダークネス』        | （以降、『ID』）    |
| 『バイオハザード デスアイランド』                    | （以降、『DI』）    |
| 『バイオハザードV リトリビューション』               | （以降、『V』）     |
| 『バイオハザード: ウェルカム・トゥ・ラクーンシティ』 | （以降、『WTRC』）  |

## 公式プロフィール
- 年齢：21歳（1998年9月当時）→25歳（2002年当時）→27歳（2004年秋当時）→28歳（2005年当時）→34歳（2011年当時）→36歳（2013年6月 - 7月当時）
- 血液型：A型
- 身長：178cm→180cm（『4』以降）
- 体重：70.2kg→75kg（『6』）

## 基本設定
子どもの頃に、悪質な犯罪に巻き込まれて家族を失っている。その時に自らを犠牲にしてレオンを救った１人の警官がいた過去があり、警官を志すようになった。
ラクーンシティで発生した猟奇事件に興味を持ち、自分も調査をしたいと警察学校卒業後にラクーンシティ警察署（以降、「R.P.D.」）への配属を願い出た。
『2』での愛車はジープ・ラングラーだったが、ラクーンシティへ到着した際にやむなく乗り捨てた後、同市と共に消失した。銃はマイナー系を好む（『2』で使用したH&K VP70は私物であったらしい）。玄人でも扱いにくいデザートイーグルを平然と扱えるなど、並みの警官を凌駕するほどに銃の技術に優れているが、『2』でのショットガンの扱いはぎこちない動きで描かれている。
エージェントとしての特殊訓練と実践の経緯から、『4』以降では近接格闘に長けており、銃を持ったエイダ・ウォンを体術で圧倒する。『6』では彼よりも体格にすぐれ、格闘の達人でもあるクリス・レッドフィールドと近接戦で互角に渡り合う。体術は蹴り技を主としながら、プロレスや柔道の投げ技も使う。それらの設定が反映されている『DG』などのフルCGアニメ作品では、ガラスの破片や建物の瓦礫が無数に降り注ぐ中を、同行するアンジェラ・ミラーを守りながら無傷で駆け抜けるなど、さらに並外れた身体能力を発揮する姿が散見される。
非喫煙者で、『4』では車の中で同行警官からタバコを勧められるも断っており、ルイス・セラから持っていないかを訊かれた際にも「ガムならある」と答えている。『2』ではライターを所持していたが、これはR.P.D.のエンブレムが刻印された支給品である。父親の形見でもあり、父親が見ているようで勇気が湧いてくるため、常にライターを身に付けている。
私服は皮のボンバージャケットを好んで着用するが、『4』では序盤で気絶し、一時捕まっている間に敵に盗まれてしまった。
基本的にはどの作品でも端正な容姿に設定されている。髪色は『2』の本編中では茶色だが、CGイラストでは金髪で描かれていた。『4』以降では金髪になったが、『4』以前の話を描いた『DC』では茶色である。また、『ID』以降は壮年期を迎え、薄く口髭をたくわえている。一方、リメイク作品『RE:2』では割れ顎となっている。『DM』以降のフルCGアニメ作品では作品によって細かな差異はあるが、『6』に近い容姿で描かれている。
『2』ではクレア・レッドフィールドをはじめとして女性との会話に青臭さも見せていたが、『4』以降の作品ではクールな面が強調され、アクロバットを軽くこなす身体能力と、周囲の物品を巧みに使って奇策に用いる柔軟性、どんな危機に遭っても軽口を叩く余裕を見せながら有言実行する精神力を併せ持つなど、貫禄に満ちて大きく成長しており、『PROJECT X ZONE 2:BRAVE NEW WORLD』では大胆不敵な男とも称されている。その一方、精神的に落ち込むと酒に逃げる一面もあり、後述の『2』の物語開始前をはじめ『DM』『VD』では昼間から酒をあおるシーンがあるうえ、『VD』に至っては大酒が高じて自前のスキットルを持ち歩くほどであった。
日本語版『4』では「泣けるぜ」という台詞が口癖と受け取れるほど散見されるが、これは日本語のみの表現であり、音声上ではすべて異なる言い回しに英訳されている。
女性に対しては誠実だが女運が悪く、『2』では物語開始前もR.P.D.への着任前日に着任をめぐって当時の恋人と大喧嘩を経て別れることとなり、自棄酒をあおって眠り込んだために大遅刻する羽目となっている。
自身と同じく物語の中心的主人公であるクリス・レッドフィールドと同様、多くの作品において常に死と隣り合わせの極めて危険な任務に赴くことが多いことから幾度となく悲惨な目に遭っており、数々の仲間の死と不幸を目の当たりにしている。
T-ウイルスに対して完全な抗体を持っているため、ゾンビなどと接触したり攻撃を受けたりしてもゾンビ化することはないが、すべてのウイルスに対して抗体を持っているわけではなく、『6』ではとあるクリーチャーの攻撃を受けたり、C-ウイルスの霧に突っ込んだりすると感染しゲームオーバー時にゾンビ化する姿が描かれている。

## 人物関係
クレア・レッドフィールドとはラクーンシティ事件以降、さまざまな事件を共に切り抜けた戦友である。会って間もない頃の彼女の印象は、活発で行動力もあり堅実な人。結構気も強いし、付き合う相手は苦労する女性として見ている。
クリス・レッドフィールドとは『6』以前に彼の妹であるクレアを通して会っており、BSAAの中心人物と大統領直属のエージェントという互いの立場上、会ったのはごくわずかな時間ながらも、同じ目的やバイオテロをお互いに憎む気持ちなどで意気投合していたようである
シェリー・バーキンとはクレアと同様にラクーンシティ事件を共に生き抜いたこともあって気に掛け合う間柄であり、同事件から15年後にあたる『6』では、再びB.O.W.との戦いを切り抜けて手を貸してもいる。また、『6』で確認できる文書ファイルにて、「ラクーンシティ事件を切り抜けられたのは、シェリーのおかげだ」「当時まだ、10歳を越えたばかりの子供で、大人の陰謀に巻き込まれ、化け物に追われる身となっていた彼女をどうにか地獄から出してあげたかった。そのためには自分達が諦めるわけには行かなかった。クレアとだけでは正直あの地獄から切り抜けるのはキツかっただろう。」と語っている。
エイダ・ウォンとはラクーンシティ事件以降、さまざまな事件や場所で遭遇しており、敵でも味方でもない微妙かつ複雑な距離でありながらも縁が続くうえ、互いに特別な感情を抱いているようである。このことについて、『6』でヘレナ・ハーパーから「彼女（エイダ）とはどのような関係か」と訊かれた際には「難しい質問だ」と答えている。事実、ラクーンシティ事件以降、さまざまな場で自分を助けるエイダに対して「お前は誰なんだ？ 何故そこまで自分を助けてくれるんだ？」とレオン自身も疑問を投げかけている。
作中で女性に振り回される様子がしばしば描かれる。『2』ではいら立ちを見せることが多々あったが、『4』以降は精神的な余裕が出るようになり、『6』では「女に振り回されるのは慣れてる」と自嘲気味に発言している。
上記のほか、友人に私立探偵のアーク・トンプソンがいる。

## ストーリー
作品名は基本的に作中の時系列順で並べている。

### 『バイオハザード2』
元はラクーンシティの住民ではなく、洋館事件に興味を持ってR.P.D.への着任を志願する。しかし、着任日の前日にそれを巡って恋人と大喧嘩の末に別れを経験し、誠実ゆえに大荒れしてヤケ酒をあおって爆睡した影響で派手に遅刻してしまった結果、朝着くはずだったラクーンシティへ着いたのはすでに日も暮れていた頃であった。
到着してまもなくゾンビの群れに襲われた後、行方不明の兄クリス・レッドフィールドを探す女性クレア・レッドフィールドと出会い、協力して生還者の救出に当たる一方、逃げ込んだ先のR.P.D.では謎めいた女性エイダ・ウォンと出会う。真相を究明していくにつれ、今回の事件がアンブレラの発明したt-ウィルスとG-ウィルスによってもたらされたもの、事件にアメリカ合衆国政府が関与していること、エイダが各ウィルスを奪取するために潜伏していたスパイだったことを知る。しかし、エイダとは共に協力しながら行動するうちに惹かれ合っていく（レオン裏編では、2人のキスシーンがある）。
やがて、再会したクレアや彼女が助け出していた少女シェリー・バーキンと共にラクーンシティから脱出すると、アンブレラを壊滅させることを決意した。
『RE:2』では、着任の数日前に突然R.P.D.から自宅待機を命じられた後、音信不通となった同市の様子を見に訪れたところでバイオハザードに巻き込まれたという展開に変更されている。また、『RE:3』では『RE:2』の場面が挿入される演出により、同作での姿がわずかながら登場する。

### 『2』から『DC』の間のレオンの行動
クリスを探すクレアを気遣って別行動を取らせ、自分はシェリーと共にアメリカ合衆国政府へ保護される。その後、政府の諜報員（アダム・ベンフォード）と名乗る男に、ラクーンシティから生還したサバイバル能力の高さを見込まれたうえ、シェリーの安全の保障を引き換えとして政府のエージェントになることを要請され、エージェントとしての訓練を受けることとなる。
しかし、アンブレラへの追求は緩めておらず、シーナ島におけるアンブレラの研究施設の情報を掴むと、友人のアーク・トンプソンに調査を依頼する。ロックフォート島からクレアのSOSを受け取った際にはクリスの居場所を突き止め、彼にクレアの危機を知らせる。また、エージェントになる訓練中にはラクーンシティで死亡したと思っていたエイダが生存しており、元S.T.A.R.S.隊長にして洋館事件の黒幕であったアルバート・ウェスカーの下で活動を再開していることを知る。

### 『ダークサイド クロニクルズ』
『4』までの間にもいくつかのミッションに参加しており、その内の1つが本作で語られた「オペレーション・ハヴィエ」である。
ラクーンシティ消滅から4年後の2002年。
南米の麻薬王ハヴィエ・ヒダルゴが元アンブレラの関係者と接触したという情報を元に、アメリカ特殊作戦軍所属のジャック・クラウザーとパートナーを組んでハヴィエの潜伏先である南米のアムパロへ向かうが、案内人の居るミックスコアトル村はハヴィエが送り込んだB.O.W.によってすでに壊滅してしまっていた。
教会で巨大なB.O.W.（ヒルダ）と交戦した後にはその内部で少女マヌエラを発見し、ハヴィエの潜伏先から逃げてきたというマヌエラの道案内でダムへ到達するが、ハヴィエと接触した直後にダムの放水で流され、マヌエラとは離散してしまう。その後、何とか合流したマヌエラから彼女とt-Veronicaウィルスに関する秘密を聞かされた後、ダムを抜けてハヴィエの居城へ向かう。
放っておけばマヌエラがいずれ怪物化してしまうことを危惧したクラウザーは、自身に「俺たちの脅威になってしまう前に彼女を始末した方がいいのでは」と打診するが、大統領からウィルスを根絶するという特命を受けていたため、改めてクラウザーに協力を依頼し、それを快諾した彼と共にハヴィエの居城へ進入する。しかし、この時にクラウザーが内心で「自分は結局政府の駒か」と思い始めていたうえ、事件解決後の彼の失踪につながる遠因となってしまうことを、レオンは見抜けなかった。
ハヴィエからマヌエラの怪物化しない秘密を聞かされた直後にはヒルダと再び交戦し、クラウザーが左上腕に深手を負ってしまう。その後、ハヴィエとベロニカ植物の融合した巨大なクリーチャー「V・コンプレックス」に襲われるが、t-Veronicaの力を覚醒させたマヌエラによる援護やクラウザーとの共闘の末、撃破して生還する。

### 『バイオハザード4』
ラクーンシティ壊滅から6年後にしてオペレーション・ハヴィエから2年後、エージェントとしての更なる訓練と経験を積み、肉体的にも精神的にも大きな成長を遂げ、ホワイトハウス直属エージェントとなっていた。
警護を担当するはずだった大統領の娘であるアシュリー・グラハムが何者かによって拉致されたため、彼女を救出するべく目撃情報のあったヨーロッパへ向かい、同じくアメリカの組織に属するサポーターの女性イングリッド・ハニガンの情報から、その任務に赴いた地方独自の宗教ロス・イルミナドスの教徒らがアシュリー誘拐に加担していることを知る。
アシュリー捜索中にルイス・セラと名乗る男性と出会うが、訪れた村で村人たちの襲撃を受けたうえ、ロス・イルミナドスが研究した寄生体「プラーガ」に侵されてしまう。その症状が進行する前にアシュリーの探索を続行し、教会で監禁されていた彼女の救出に成功した直後、ロス・イルミナドスの教祖オズムンド・サドラーにより、プラーガを用いた革命と称した世界征服計画を知ることになる。
やがて、エイダと再会して彼女の陰ながらの助力を得つつ、村とその奥に建つ古城からの脱出を図る。その過程でアシュリーが教団に再び連れ去られたため、古城から脱出した後はエイダと共に教団の総本山である孤島に乗り込み、再びアシュリー救出に乗り出す。しかし、その道中には2年前に行方不明になったはずのクラウザーが立ちはだかり、体内に取り込んだプラーガの力を解放する。クラウザー曰く「世界の狂ったパワーバランスを変える」の真意は最後まで明らかにされなかったが、死闘の末に彼を撃破する（実はこの時点においてクラウザーはまだ生存しており、後でエイダに止めを刺された）。
その後、サドラーからアシュリーを救い出すと、彼女と共にプラーガの駆逐と治療に成功する。孤島の深奥部で、プラーガの力を解放したことにより怪物化したサドラーとの死闘の末に彼を倒し、無事に脱出して帰国し、ミッションを終えた。

### 『バイオハザード ディジェネレーション』
アシュリー誘拐事件から1年後、エージェントとしての経験をさらに積んだうえに大統領令嬢アシュリーを救出した実績も重なり、大統領から絶大な信頼を得ている。
ある日、アメリカ中西部にあるハーバードヴィル空港でゾンビが大量発生し、その内部はパニックに陥る。それを知った政府は収拾を着けるべく、レオンを現場へ向かわせる。そこで事実上の現場責任者として奮闘しながら、偶然居合わせたクレアと思わぬ再会を果たす。
クレアや現地警察の特殊部隊「SRT」隊員アンジェラ・ミラーの協力を得ながら、上院議員ロン・デイビスやクレアの知人の娘ラーニー・チャウラーをはじめとした数人の生存者を辛うじて救出し、空港内のゾンビも突入した海兵隊に制圧されたことで、事件は終息を迎えたと思われた。しかし、今回の事件がアンジェラの兄カーティス・ミラーによって引き起こされたバイオテロであることが発覚し、アンジェラと共にカーティスの身柄確保へ出向くこととなる。
しかし、レオンたちが踏み込んだ時には一足遅く、カーティスは製薬会社ウィルファーマ社の研究所で自身にG-ウィルスを投与し、絶大な力を持つクリーチャー「G-カーティス」と化してしまう。その後、苦戦の末にG-カーティスを撃破し、真の黒幕であったフレデリック・ダウニングをアンジェラに逮捕させて事件を解決した。

### 『インフィニット ダークネス』
ハーバードヴィル空港やウィルファーマ社の事件から1年後、ホワイトハウスの極秘ファイルへの不正アクセス事件が発生。捜査のため召集されたレオンやその仲間は、突如停電したホワイトハウス内で正体不明のゾンビ達と遭遇し、他のエージェントたちと共に大統領を守りつつ戦うこととなる。

### 『バイオハザード5』
名前のみの登場。『4』での事件（主にプラーガやガナードの生態）について詳述したものが、「ケネディ・レポート」（日本語字幕では「レオン・レポート」）として報告されていることが、主人公のクリスの台詞から明らかになっている。

### 『バイオハザード ダムネーション』
2011年、政府側と反政府側との間で内戦状態が続く東欧のスラブ共和国にて、B.O.W.が投入されたという情報を受け、休日の途中で呼び出されて出動する。スラブへ到着して早々にアメリカ合衆国政府とスラブの交渉が決裂したため、作戦が中止されたことをイングリッド・ハニガンから言い渡されるが、B.O.W.が投入されたとの情報を看過せず、撤退を拒否して留まる。
屋内駐車場で合流する予定だったCIA諜報員を殺害したリッカーと交戦するも、天井の崩落に巻き込まれて気絶し、反政府軍の捕虜となる。そこで反政府軍の指導者でリッカーを操れるイワン・ジュダノビッチ（アタマン）、反政府ゲリラのアレクサンドル・コザンチェンコ（サーシャ）、JDと出会う。政府軍の攻撃からの脱出に際して自らの限界を悟ったアタマンはサーシャに自身の殺害を懇願し、射殺される。このことから、リッカーの制御にプラーガが使用されていることを知る。
まもなくサーシャとはぐれ、地下通路でプラーガに寄生された人間＝ガナードに襲われていたJDを助け、行動を共にする。その後、再び反政府軍の捕虜にされてしまうが、JDの協力により解放される。政府から受け続けてきた仕打ちや苦しみとサーシャの過去をJDに打ち明けられ、政府への憎しみで暴走するサーシャを止めることを約束する。
エイダとの邂逅やJDの死を経て、反政府軍の攻撃に晒される大統領府へ潜入した後、スラブへB.O.W.を投入させた一連の黒幕が大統領のスベトラーナ・ベリコバであることを知る。自らに支配種プラーガを投与して複数のリッカーを伴ったサーシャとは共闘する形になり、口封じとして放たれた複数のタイラントによる激しい追撃を受ける。大統領府から脱出した後には、すべてのリッカーと引き換えにスーパータイラントの撃破に成功するもさらに放たれた2体のスーパータイラントにより絶体絶命の状況に陥るが、突如侵攻したアメリカとロシアの連合軍により2体のスーパータイラントは撃破され、レオンとサーシャは九死に一生を得る。アメリカ政府は序盤で殺害されたCIA諜報員から黒幕がスベトラーナであることをすでに把握しており、急遽ロシア政府と手を結んでこれを制圧したのであった。
絶望して自殺を図ろうとしたサーシャを制し、死んでいった仲間たちの分まで生きるように諭すと、サーシャの脊髄を撃ち抜いて支配種プラーガを除去する。事件解決後、ホテルの一室でハニガンに事件後の経過を聞きながら酒を飲んでいた。
監督曰く「ジェイソン・ボーンを意識した」。

### 『バイオハザード6』
数々のミッションをこなし、今では大統領直轄のエージェント組織「DSO」 (Division of Security Operations) のエージェントとなっている。
2013年、かつて政府高官時代にレオンをエージェントに迎え入れた大統領アダム・ベンフォードはレオンとヘレナを付き添いにし、ラクーン事件の真相公表を決意するが、講演を予定していた「トールオークス」でバイオハザードが発生し、彼も感染してゾンビ化してしまう。ヘレナに襲い掛かったアダムをやむなく射殺したレオンは、「自分がこの事態を引き起こした」と告げる同僚ヘレナ・ハーパーが「そこで全てを話す」という教会へ向かう。
たどり着いた教会の地下に隠された研究施設で、C-ウィルスの「サナギ」から誕生するエイダ（カーラ）の映像を目撃し、研究施設の地下に存在する遺跡でヘレナの妹デボラを発見するが、すでに彼女はC-ウィルスを投与されており、クリーチャーと化す。その後、現れたエイダと共にデボラを撃退すると、彼女を拉致してヘレナにバイオテロの協力をさせたのは大統領補佐官ディレック・C・シモンズであることを、ヘレナから告げられる。シモンズの告発に動くが、彼に大統領暗殺とバイオテロ首謀者の容疑を掛けられ、ヘレナと互いに協力する事を決意し、幾度のゾンビとB.O.W.との戦いを切り抜けつつ、ヘレナと共に遺跡を脱出すると、ハニガンの協力で自らを死亡したことにし、シモンズを追って中国へ向かう。
中国へ向かう飛行機の中ではレオンたちの追跡を知ったシモンズの差金によりバイオハザードが発生し、飛行機は墜落してしまうものの、ハニガンのサポートもあってどうにか、中国へ降り立った彼らはシェリーやクリスの協力もあってシモンズを発見するが、シモンズはその直後に強化されたC-ウィルスにより、異形にへと変異を遂げる。シモンズとの初戦を征した後にバイオハザードに巻き込まれるも、辛くも逃れ、脱出の過程で様々な姿に変異するシモンズと幾度も死闘を繰り広げ、エイダの協力もあって最後には撃退し、中国を脱出する。帰国後はエイダから受け取ったデータによりシモンズの犯行やレオンとヘレナの無実が証明され、エージェントに復帰した。
エイダがサナギから生まれる映像を目撃したうえ、クリスからエイダがバイオテロに関わっていること、追跡中に死亡したと聞かされるもその直後に死亡したはずの彼女と再会するなどの過程で、エイダに対しては混乱しつつも複雑な感情を抱いている様子が多くみられる。しかし、シモンズとの戦闘では駆けつけてエイダを捨て身で庇うなど、彼女に対する想いは変わっていないようである。

### 『バイオハザード ヴェンデッタ』
時系列は『6』以降の設定であり、引き続きDSOの一員として登場。本作の狂言回しを務める。
今作で共演するクリス・レッドフィールドと比べやや出番は少ないが、小説版では本編では割愛された場面が補完されている。
本編では、死体安置所にて殉職した同僚のDSOエージェントの遺体を見つめながら自分の人生を振り返るシーンから始まる。
本編開始以前のDSOの任務は媒体によって異なっており、映画本編においては現地SWATとの爆破テロ事件の協同捜査としてアジトに踏み込むも、突如アジトが爆発、大勢の殉職者が出てしまったことがレオンに語られている。
小説版ではかつてトールオークスで発生したバイオハザードの事後捜査として、テロ組織側に情報を流していたとされる上院議員スティーブン・エアーの逮捕に駆り出されていた。レオンを含めたDSOエージェント15名に加え、ドローン2機を用いた作戦を展開、私用車で移動中のエアーを逮捕する直前、突如エアーの車が爆発、DSOエージェント12人が殉職する被害を出した他、容疑者であるエアーも死亡し捜査は失敗してしまった。小説版にて、トールオークスのバイオハザードには、首謀者であったディレック・C・シモンズをはじめ多数の政府関係者が関わっていたと目されており、エアーの逮捕によって情報が明るみに出ることを恐れた何者かが口封じとして爆破テロを引き起こしたとされる。
どちらの媒体においても、今作戦の協力者であった情報屋のパトリシオが捜査情報を外部に漏らしていたことが後に判明し、レオンはパトリシオを憎悪するようになる。
この事件をきっかけに度重なる戦いに辟易したレオンは自暴自棄に陥り、後にクリスらと対面した際には休暇と称してロッキー山脈のロッジで酒に溺れていた。
一方、アメリカ国内では死体が蘇り人間を襲う事件が相次いでおり、その原因が新種のウィルスによるものであることを突き止めたレベッカ・チェンバースと、武器商人グレン・アリアスを追うBSAA隊員クリス・レッドフィールド両名が合流。ウィルスの遺伝子構造に寄生生物プラーガに酷似した特徴があったことから、プラーガ絡みの事件に数多く関わった経験を持つレオンに協力を要請する。
しかし、悲観的になったレオンは二人の要請にまともに取り合わず、アリアスに部下を殺されたクリスとは皮肉交じりの応酬を繰り広げ、一触即発寸前の事態にまで陥る。居合わせたレベッカにクリス共々一喝されたことでようやく冷静になりクリスと和解するが、席を外したレベッカと入れ違いに情報屋のパトリシオが駆け込んできたことで再び怒り心頭になる。パトリシオはかつて自分が所属していたロス・イルミナドス教団の残党がアリアスと接触したことを知り、情報を嗅ぎ回っていたが、深入りしすぎたために逆に命を狙われるようになったことを打ち明け、DSOとの唯一のコネであるレオンに家族の保護を懇願する。クリスに制止されながらもパトリシオを罵倒するレオンであったが、突如そこへパトリシオを追っていたアリアスの私兵部隊が来襲、レベッカが誘拐され、パトリシオは致命傷を負い、アリアスの情報が入ったスマートフォンと引き換えに家族の保護を哀願しながら息を引き取ってしまう。最後までパトリシオを許すことはなかったが、クリスの説得と電話越しに彼の家族の声を聴いたことでようやくアリアスを止めることを決心する。
その後はBSAAの精鋭部隊『シルバーダガー』の面々と共にニューヨークでアリアスが引き起こしたバイオテロを鎮圧すべくバイクを駆って奔走し、アリアスのアジトではゾンビの大群を相手にクリスと共闘、レベッカを救い出そうとするクリスを支援するべくゾンビの足止めを引き受けた。
アジトの屋上では怪物化したアリアス＝アリエゴを相手に窮地に陥るクリスのもとへバイクで駆け付け、激戦を繰り広げた他、アリエゴにぶつけたバイクのエンジンをデザートイーグルで撃ち抜いて爆発させ、大ダメージを与えるという大金星を挙げた。
アリエゴ打倒後、ニューヨークにワクチンを散布するシルバーダガーのオスプレイでクリスらと語らいながら事件を振り返りつつ物語が終了する。

## 実写映画版

### 『バイオハザードV リトリビューション』
実写である本作は映画オリジナルのストーリーであり、ゲーム版のストーリーとは結びついていない。元警察官で、現在はアンブレラ社と敵対していたが、アンブレラ社を離反したアルバート・ウェスカーやエイダ・ウォン、及びT-ウィルスによる世界崩壊後もワシントンD.C.を拠点に存続していたアメリカ合衆国政府や軍部と手を結び、カムチャッカ半島の海底にあるかつて旧ソ連が建設した潜水艦基地をアンブレラ社が買収して造り替えたバイオハザード実験施設に捕らわれたアリス・アバーナシーを救出するチームのリーダーとなっている。仲間のバリー・バートンやルーサー・ウェストらと共に雪上車で現地に向かい、エイダからの情報を元に潜入する準備を整え、施設を破壊するべく電波妨害を考慮した時限爆弾をセットし、エレベーターより潜入した。
潜入後はアンブレラ社の私設軍隊を片付けつつ順調に合流予定地点である郊外エリアを目指して進んでいたが、途中のモスクワエリアでアンブレラ社の全権を掌握した、元はハイブの制御AIだったレッド・クイーンが放った大勢のプラーガ・アンデッドに攻撃され、足止めを余儀なくされる。しかし、犠牲を出しつつもアリスと合流するが、エイダがやられたとの言に対し「死ぬのを見たのか？」と問いかけ、彼女が否定すると「ならば大丈夫だ、きっと生きてる」と返した。
地下鉄の駅の一角に隠れていたベッキーや一般市民のレイン・オカンポと合流し、更にエイダがアリスに渡していた眼鏡型のデータディスプレイ装置によって当初とは別のルートでエレベーターへ向かうが、いざ地上に脱出という時になってエレベーターへの電力が絶たれるというアクシデントが発生、更にモスクワエリアで遭遇するもアリスの機転で生き埋めになったリッカーが再び現れ、レインを殺してバリーも負傷させ、ベッキーをさらうという事態に対し、ウェスカーがレッド・クイーン率いるアンブレラ社を倒す「武器」とまで明言したアリスが脱出よりもベッキー救出を優先させたのに対して「犠牲を払ったのを無駄にするのか？」と問うが、最後は彼女の意思を尊重して救出に行かせた。
その直後ジル・バレンタイン率いる攻撃部隊が到着、激しい銃撃戦の中で時限爆弾のタイムリミットが迫る中、既に傷を負っていたバリーが自ら決死の覚悟で残って足止めを務めると決意し、これを受けルーサーと共にエレベーターに乗って脱出を開始し、途中、ベッキーを救出したアリスと合流した。その後、時限爆弾の爆発で大量の海水が施設内に流れ込み、施設の全てが破壊された。
地上に出た生き残りの面々は雪上車で、かつてのロシア海軍の艦艇が氷に閉ざされた海面に並ぶ軍艦の墓場を通り抜け、味方との合流地点を目指し進んでいたが、突如海面の氷が割れ、そのあおりで雪上車が横倒しになった。そこに現れたのは潜水艦基地と共にアンブレラ社に買収され、生物兵器運搬船として使われていた旧ソ連のタイフーン級原子力潜水艦で、その中から現れたのはエイダを人質にしていたジルと彼女の部下である攻撃部隊員のレイン・オカンポだった。敵はたった2人という状況だったが、ジルとレインは銃もエイダという人質も必要としなかったため、レインは彼が「プラーガ寄生体（The Las Plagas parasite）」と呼ぶ特殊な寄生生物を自分の体へ注射器で注入し、人間以上の戦闘能力と生命力を得た。その後、ジルが槍状の武器を手にアリスに襲いかかる中、ルーサーと共にレインを銃撃するが、脳のある頭部への直撃弾は、プラーガ・アンデッドの時とは違い、もはや何のダメージも与えられず、ルーサーと力を合わせてレインと戦うが、肉弾戦では2対1でも遅れを取り、自身は負傷し、ルーサーは胸への一撃で心臓が止まり、絶命してしまう。しかし、アリスや正気を取り戻したジルのおかげでレインは大量のアンデッドがいる海中へと沈められ、更に味方のヘリが到着したことでようやく危機を脱した。
なお、本作におけるエイダとの関係は原作に比べて単純化されており、レオン自身はエイダを強く信頼し、魅力的な女性とも考えている節があるのがヘリの機内でエイダの太ももに手を触れるシーンから見て取れるが、逆にエイダから仲間以上の感情を抱かれているのかは不明。
小説版によれば、過去にR.P.D.に所属しておりジルとも知人であったが、ラクーン事件発生前のアークレイ山地で起きた事故によって殉職したと思われた際、ウィルスの存在を知って訴え出たジルへの圧力として責任を問われ、停職の口実になってしまったことが語られる。

## 主な使用武器
H&K VP70（『2』『4』『DC』『6』『RE:2』）
マチルダの名称で登場。『2』と『RE:2』では初期装備として所持、ショルダーストック装着による改造で三点バーストが可能だった。『4』では武器商人から購入でき、こちらはショルダーストックとセットで売られているため分解は不可。『6』ではウィングシューターという名で登場し、1丁拳銃スタイルと2丁拳銃スタイルの切り替えが可能になった。独特のデザインは、『2』のディレクターを務めていた神谷英樹には今ひとつの評価であったが、スーパーバイザーを務めていた竹内潤の熱烈な推薦により、レオンの得物として採用された。ちなみに、『2』のR.P.D.内で手に入るVP70専用のショルダーストックには、バリー・バートンの私物という裏設定がある。
H&K USP（『4』『DG』『RV2』『RE:4』）
オリジナルモデル、レーザーポインターやフラッシュライトが装着可能。『RE:4』ではSG-09 Rという名称が付けられている。スライドに「KENDO」と書かれていることから、ジョウ・ケンドに製造してもらった模様。『DG』では水中での発砲シーンがある。『RV2』ではゲスト出演しているRAIDモードでHG-P10として使用することができる。
グロック26（『DG』）
サイドアームとして所有している。オリジナルモデルとは違い、こちらは目立った改造は施されていない。作中でレオンが使ったのは空港内での1回のみで、クレアに貸し出すことが多かった（パッケージ画像でもクレアが所有している）。
センチネルナイン（『VD』『RE:4』）
DSOの制式採用拳銃で、SIG SAUER P226 E2をベースに作成されたカスタムハンドガンである。デザートイーグル同様東京マルイとのコラボアイテムとして商品化されている。かつて存在した合衆国対バイオテロ組織『FBC』が進めていた対バイオテロ兵器開発計画『センチネル・プロジェクト』が元になっている。『FBC』は長官の不祥事によって解体されたものの、プロジェクトその物は『DSO』に引き継がれており、バイオテロ事件について知識・経験共に豊富なレオンがスーパーバイザーとして参加し、彼の意見を取り入れた上で「世界初の対B.O.W.戦用銃」として完成・試作化に至った代物である。しかし、実地試験や少数生産による戦闘データを十分に取る前に『6』のトールオークスの事件が起こってしまったため、レオンが実際に使用している場面が観られるのは『VD』が初となる。全体的に暗所での使用を想定しており、暗闇で落としても発見し易い特殊合金製のシルバーカラースライド、集光性の高い抜き打ちに適した形状の蓄光材入りのフロントサイト、及びリアサイトを始めとして、他にもM16系統のライフルを彷彿とさせるフラッシュハイダーとストライクフェイスが一体化したパーツ、スムーズに引きやすい前面がフラットなBトリガー、20発装填可能なロングマガジン、スクエアタイプのマガジンキャッチを備え、形状の工夫されたDSOメダリオン入りのハイブリッドグリップ等を採用し、各所にオリジナルとは異なったカスタムが施されている。S.T.A.R.S.やB.S.A.A.の制式拳銃でシリーズ恒例でもあるサムライエッジと通ずるものがある。また、ベースとなったP226はサムライエッジのベースであるベレッタ 92とトライアルで競合した銃でもある。ゲーム本編へはRE:4のDLCで初登場。
スプリングフィールドXD（『4』）
ブラックテイルの名称で登場、安定した威力で扱い易い。本編と「THE MERCENARIES」で使用する。
レミントンM1100（『2』）
経験不足のせいか扱いがぎこちなく、カスタム後は反動で大きく下がってしまう。いずれも腰だめで発砲する。
フランキ・スパス12（『DC』）
SPAS12の名称で登場。ポンプアクションで連射は利かないがレオンの得意武器として扱われている。
レミントンM870（『RE:2』）
W 870の名称で登場。R.P.D.内の備品ロッカーにて入手し、当初はストックレスで全長の短いブリーチャーモデルだが、道中で入手出来るロングバレルや木製ショルダーストックと言ったカスタムパーツを組み合わせる事も可能。
デザートイーグル（『2』『6』『VD』『RE:2』）
.50AE弾を使用する、大型自動拳銃でエージェントになってからも愛用している模様。『6』、及び『RE:2』ではライトニングホークの名称で登場。『2』オリジナルデザインのデザートイーグルが東京マルイから限定発売されている。2回目の限定発売時にはグリップが木製からラバーへ、バレルとスライドの色がブラックからシルバーへ変更されているが、これは長年の使用でパーツが老朽化したためにメンテナンスを行ってパーツが変更されたという設定によるもの。『VD』でも引き続き愛用しており、最終決戦の際に使用。普段は腰背面のホルスターに収められている。
RPG-7（『4』『6』）
いずれもロケットランチャーの名称で登場している対戦車兵器。実物とは異なり使い捨て扱いであるが一部の敵を除いて、一撃で葬り去ることができる最強兵器にしてラスボスを完全に始末できる最終兵器でもある。『4』では無限ロケットランチャーが隠し武器として登場しているほかサドラーにとどめを刺す特殊弾を用いたものを『6』では通常モデルを最終兵器としてエイダから渡される。『5』ではレオンは登場していないが引き続き同じ名称で登場している。
トンプソンM1A1（『4』『RV2』）
.45口径高威力のサブマシンガン、いずれもシカゴタイプライターの名称で登場している。『4』では隠し武器で無限弾仕様で登場している（武器商人曰く「こいつは反則だ!」と言われるぐらいの代物らしい）ほか、レオンをコスチューム2に変更するとドラムマガジン仕様になり、リロードアクションも独自の物へと変化する。『RV2』ではゲスト出演したRAIDモードで使用することができる。

## グッズ
『2』で所持していたライターは、『3』発売当時にグッズとなり、販売された。また、『4』発売当時にはレオンをイメージしたTシャツやパンツ、香水やサングラスなどのファッショングッズが販売された。バイオハザード6の発売時、期間限定でゲーム内のレオンが着用しているジャケットと使用されているタブレットケースカバーがセットになったソフトが販売されていた。

## その他の登場作品
- トリッキー スライダーズ
- SNK VS. CAPCOM 激突カードファイターズ シリーズ（カードゲーム 「トレーディングカードゲーム」版も含む）
  - 1作目と2作目のキャラクターカードで登場している。
- PROJECT X ZONE 2:BRAVE NEW WORLD
- モンスターハンター：ワールド
  - 『RE:2』とのコラボレーションとして、装着するとレオンの姿に変わる「EXレオンαシリーズ」が登場[9]。
- 『TEPPEN』
  - ゲーム中のキャラクターカードとして登場。描き下ろしイラストで描かれている[10]。
- Dead by Daylight
  - 2021年6月に追加されたDLC「Resident Evil Chapter」にて、生存者(サバイバー)の1人として登場。[11]

## 演じた人物

### 声優
ポール・ハダド
- 『バイオハザード2』

レオン役は本作のみ担当。また、『バイオハザードシリーズ』ではないが、『2』のファンメイドリメイク作を手掛けた「INVADER STUDIOS」開発のソフト『Daymare: 1998』に声優として参加。語り手「クリーナー」役を担当したが、2020年4月15日に居住地であるカナダで死去。享年56歳であった。
ポール・マーサー
- 『バイオハザード4』

本作ではレオンの他に武器商人の声も担当している。
- 『バイオハザード ディジェネレーション』
- 『バイオハザード ダークサイド・クロニクルズ』

クリスチャン・ランツ
- 『バイオハザード オペレーション・ラクーンシティ』

マシュー・マーサー
- 『バイオハザード6』
- 『バイオハザード ダムネーション』
- 『バイオハザード リベレーションズ2』
- 『バイオハザード: ヴェンデッタ』
- 『バイオハザード デスアイランド』

ニック・アポストリデス
- 『バイオハザード RE:2』英語ボイス
- 『バイオハザード: インフィニット ダークネス』英語ボイス
- 『バイオハザード RE:4』英語ボイス

アナトール・デ・ボディナ
- 『バイオハザード RE:2』フランス語ボイス

アレッサンドラ・リゴッティ
- 『バイオハザード RE:2』イタリア語ボイス

マティアス・ ケラー
- 『バイオハザード RE:2』ゲルマン語ボイス

ロレンゾ・ベテッタ
- 『バイオハザード RE:2』スペイン語ボイス

前田剛
- 『バイオハザード2』ドラマCD

山野井仁
- 『バイオハザード ディジェネレーション』

森川智之
- 『バイオハザード オペレーション・ラクーンシティ』
- 『バイオハザード6』
- 『バイオハザード ダムネーション』
- 『バイオハザードV リトリビューション』テレビ朝日版
- 『バイオハザード リベレーションズ2』
- 『PROJECT X ZONE 2:BRAVE NEW WORLD』
- 『バイオハザード: ヴェンデッタ』
- 『バイオハザード RE:2』
- 『バイオハザード: インフィニット ダークネス』
- 『バイオハザード RE:4』
- 『バイオハザード デスアイランド』

宮内敦士
- 『バイオハザードV リトリビューション』劇場公開・ソフト版

梶裕貴
- 『バイオハザード ウェルカム・トゥ・ラクーンシティ』

### モーションアクター
小川輝晃
- 『バイオハザード4』

ケビン・ドーマン
- 『バイオハザード ダムネーション』

ジェイソン・ファント
- 『バイオハザード6』
- 『バイオハザード: ヴェンデッタ』

### 俳優
ブラッド・レンフロ
- 『バイオハザード2』実写予告CM

ヨハン・アーブ
- 『バイオハザードV リトリビューション』

アヴァン・ジョーギア
- 『バイオハザード: ウェルカム・トゥ・ラクーンシティ』